# 帚尾豪猪
帚尾豪猪（学名：Atherurus macrourus），亦作掃尾豪猪，为豪猪科帚尾豪猪属的动物。分布于印度、老挝、马来西亚、缅甸、泰国、越南和中国大陆海南、云南、四川、湖北等地，一般生活于山地岩隙、岩洞。该物种的模式产地在马六甲。

## 亚种
- 帚尾豪猪海南亚种（学名：Atherurus macrourus hainanus），J. Allen于1906年命名。在中国大陆，分布于海南等地。该物种的模式产地在海南。[3]
- 帚尾豪猪指名亚种（学名：Atherurus macrourus macrourus），Linnaeus于1758年命名。在中国大陆，分布于云南、四川、湖北等地。该物种的模式产地在马六甲。[4]

## 保护
本种于2023年被收录入《有重要生态、科学、社会价值的陆生野生动物名录》。